# 大陸倭語
大陸倭語（たいりくわご、朝鮮語: 반도일본어、英語: Peninsular Japonic）はかつて朝鮮半島の中央部と南部で話されていた絶滅した日琉語族の一種として想定される言語（群）である。日琉語族が弥生文化とともに日本列島にもたらされたことは広く受け入れられている。一部の研究者は、古代の文献に記載されている地名（主に『三国史記』（1145年編纂））を日琉語と関連するものとし、列島への伝来前後の数世紀にわたり朝鮮半島において日琉語に系統的に関連する言語が話されていた痕跡であるとする。しかし、このような分析は完全には受け入れられていない。

## 『三国史記』地名の訓釈
『三国史記』は、668年に終わる三国時代についての歴史書であり、古典漢語で記されている。三国史記の37巻は主に新羅に征服された高句麗などの地名とその意味について記述がある。これらの記述は、1907年に内藤湖南によって最初に研究され、1960年代の李基文による一連の論文から実質的な分析が始まった。
たとえば「買忽一云水城」という文は現在水原として知られている都市について述べている： 
買忽一云水城
「買忽、一に云ふ水城」
これは「買忽は（別の）或る箇所（文献）では水城と云う（記されている）」という意味であるが、買忽という文字は名前の音を記録したもので、水城という文字はその意味を表したものだというのが通説となっている。このことから、〈買〉と〈忽〉はそれぞれ「水」と「城（都市）」の地元の単語の発音を表していると推測される。このようにして、これらの地名から80から100語の語彙が抽出されてきた。〈買〉や〈忽〉のような文字は、おそらく中古中国語のなんらかの方言に基づいて音写されていると考えられるが、これらがどのような音であったかは研究者の間に合意がない。この近似の方法の一つに、切韻（601年）などの当時の韻書に記載される中古音を使用することがある。これによると、〈買〉は mɛ と発音される。もう一つの方法は、15世紀の中期朝鮮語の朝鮮漢字音をもとに、moy という音を充てることである。場合によっては、同じ単語が類似した音をもった別の文字で表される。
これらの名前から抽出された単語のうち何個かは、朝鮮語やツングース語に類似している。ホイットマンによれば、在証される四つの数詞すべてを含む、他のいくらかは日琉語に似ており、現在は絶滅した日琉語と近縁な言語がかつて朝鮮半島で話されていた証拠としている。
| 原語   | 原語       | 原語           | 訓釈 | 上代日本語    |
| 漢字   | 中古音     | 中期朝鮮漢字音 | 訓釈 | 上代日本語    |
| ------ | ---------- | -------------- | ---- | ------------- |
| 密     | mit        | mil            | 三   | mi1           |
| 于次   | hju-tshijH | wucho          | 五   | itu           |
| 難隱   | nan-ʔɨnX   | nanun          | 七   | nana          |
| 德     | tok        | tek            | 十   | to2wo         |
| 旦     | tanH       | tan            | 谷   | tani          |
| 頓     | twon       | twon           | 谷   | tani          |
| 吞     | then       | thon           | 谷   | tani          |
| 烏斯含 | ʔu-sje-hom | wosoham        | 兔   | usagi1        |
| 那勿   | na-mjut    | namwul         | 鉛   | namari        |
| 買     | mɛX        | moy            | 水   | mi1(du) < *me |
| 美     | mijX       | mi             | 水   | mi1(du) < *me |
| 彌     | mjieX      | mi             | 水   | mi1(du) < *me |

これらの言語を研究した最初の研究者らは、これらの地名は高句麗の領土に当たるため、それらはその州の言語を表していたはずだと仮定した。また李基文とサミュエル・ラムジーらは加えて、地名の音と意味を表すための漢字の二重使用は、朝鮮半島南部の諸国よりも早く漢字を受容していたであろう高句麗の記録者によって行われたとする仮説を提唱した。彼らは、高句麗語が日本語、朝鮮語、ツングース諸語の間に繋がりを形成したと主張する。
クリストファー・ベックウィズは自身の研究において、これらのほとんどすべての単語が日琉語と同根であると提唱した。彼はこれが高句麗の言語であったと考え、これを日本=高句麗語族（英語: Japanese-Koguryeoic）とベックウィズの呼ぶひとつの語族であったとみなした。ベックウィズはこの語族は紀元前4世紀に遼寧省西部に存在し、一つのグループ（弥生文化と同定される）が海から朝鮮半島南部と九州に、他のグループが満州東部と朝鮮半島北部に、他のグループが海路で琉球諸島へ移動したとしている。ただし、『Korean Studies』の書評でトマ・ペラールは、ベックウィズ自身による中古音の再構のアド・ホックな特徴や、日琉語の資料のつかいかた、また他の言語との同根語の可能性を軽率に排除していることを指摘し、ベックウィズの言語分析を批判している。歴史家のマーク・バイイントンによる別の書評では、ベックウィズの移住説の基礎となっている参照した史書の解釈に疑問が投げかけられている。
他のいくたりかの研究者は、提案された日琉語との同根語をもつ地名はどれも大同江の北にあるはずの高句麗の歴史上の原郷に分布しておらず、好太王碑などの地域の碑文にも日琉語の形態素が確認されていないことを指摘している。『三国史記』で訓釈のある地名は一般に朝鮮半島中部からのもので、この地域は高句麗が百済や他の国家から5世紀に奪ったものであり、地名は高句麗の言語ではなく、それらの地域の言語に由来すると提唱している。この説はこの地域の言語が複数の言語集団を反映していると考えられる理由を説明するかもしれない。また、河野六郎と金芳漢は、百済は日琉語族との二重言語使用であり、これらの地名は庶民の言語を反映していると主張していた。

## その他の証拠
伽耶諸国の唯一の記録された単語は日琉語であったと何人かの研究者は考えた。またアレキサンダー・ボビンは、古代中国と韓国の文書に登場する韓国南部のいくつかの単語と地名に関して日琉語を使った語源を提案している。

### 百済
上に説明したように、何人かの研究者は『三国史記』に記載されている地名の訓釈は百済の初期の言語を反映していると考えている。くわえて、『梁書』（635年）の第54巻に記載されている四つの百済語の単語のうち、二つは日本語と比較されるかもしれない。
- 固麻 (kuHmæ)「治城（統治拠点）」:: 上代日本語 ko2me2-「中に入れる」
- 檐魯 (yemluX)「邑（集落）」:: 上代日本語 ya「家」，maro2「丸」

### 新羅
新羅とその前身の辰韓のいくつかの単語は、中国の歴史家によって『魏志』の第30巻と『梁書』の第54巻に記録されている。これらの多くは朝鮮語族のように見えるが、少数は日琉語の形態と一致する。例：mura〈牟羅〉「村」:: 上代日本語 mura「村」。
『三国史記』の第34巻では、新羅の旧地名と、8世紀に景徳王の下で二字で統一されて割り当てられた朝鮮漢字音の名前が記載されている。改称前の地名の多くは朝鮮語としての語源が成立しないが、日琉語族だとすると説明できる。たとえばそれらのうちいくつかが含んでいる要素であり、上代日本語の mi2ti「道」に似ている miti〈彌知〉などがある。

### 伽耶
伽耶諸国は、6世紀初頭に新羅に侵略されるまで、日本との貿易関係を維持していた。『三国史記』の第四十四巻で記載されている1つの単語が日本語と比較される。
加羅語謂門爲梁。
「加羅語に門を謂ひて梁となす。」
この記述に於ける「梁」という漢字を*twolと朝鮮語式に訓読すべきであると仮定した上で、その発音が上代日本語で門を意味するto2と比較されている。

### 耽羅
ボビンは済州島のことをかつて示した耽羅（Tanmura または Tammura）、𨈭(身偏に「冉」)牟羅が日本語で「谷の集落」を意味するtani mura または「人々の集落」を意味する tami mura が語源ではないかと提唱した。
済州島南西部にある柑山（감산）という村は、「神山」という古名がある。古地名の最初の文字の〈神〉は朝鮮語でgam / kam と読むことはできないが、ボビンは最初の音節は元々上代日本語のkami2「神」と同族の単語であったと提唱した。

### 濊
伊藤英人は「濊人の言語が、すなわち大陸倭語」「日本語は、本来、中国語のような孤立語タイプ、すなわち、単語が活用せず、ぶつぶつと単語を並べるだけの孤立語型の声調言語で、韓国語との接触を通じて『韓国語化』した」としている。

## 脚註